# Ulfborg-Vemb Lokalhistoriske Arkiv
Ulfborg-Vemb Lokalhistoriske Arkiv er det lokalhistoriske arkiv i det område, der dækker den tidligere Ulfborg-Vemb Kommune. Det lokalhistoriske arkiv holder i dag til i bygningen Tinghuset, det tidligere rådhus i Ulfborg-Vemb Kommune.
Ulfborg-Vemb Lokalhistoriske arkiv dækker primært følgende områder Thorsminde, Fjand, Sønder Nissum, Husby, Staby, Madum, Ulfborg, Gørding, Vemb og Bur.
Det er muligt at besøge arkivet i dets åbningstid hver mandag fra 10-13 eller efter aftale.